# Diocèse de Cork et Ross
Le diocèse de Cork et Ross est un diocèse suffragant de l'archidiocèse de Cashel et Emly en Irlande, constitué au VIIe siècle. Depuis 2019, son évêque est Fintan Gavin (en).

## Territoire
Le diocèse est situé à l'extrême sud-ouest de l'Irlande et comprend une partie du comté de Cork.
Le siège de l'évêché est à Cork, où se trouve la cathédrale Sainte-Marie-et-Sainte-Anne. À Skibbereen, il y la co-cathédrale Saint-Patrick. À Rosscarbery, c'est l'ancienne cathédrale Saint-Fachtna, siège de l'ancien diocèse de Ross, aujourd'hui cathédrale de l'Église d'Irlande.
Le territoire couvre 8 655 km², et il est divisé en 68 paroisses, dont s'occupent 3 diacres et 102 prêtres, tous diocésains (en 2023). 

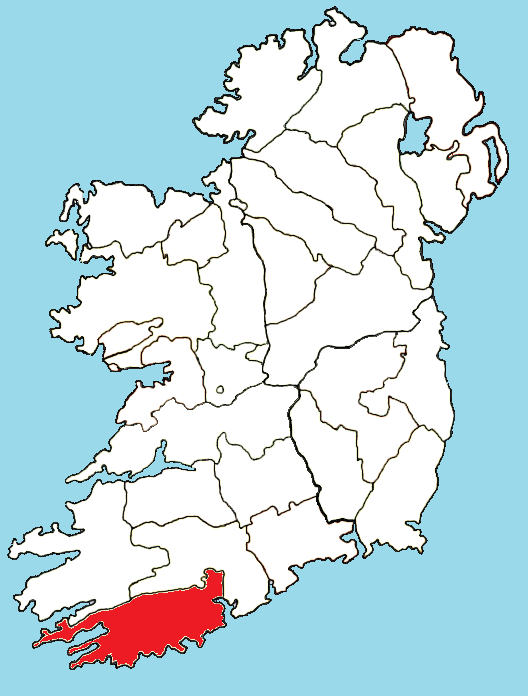
Localisation du diocèse en Irlande.
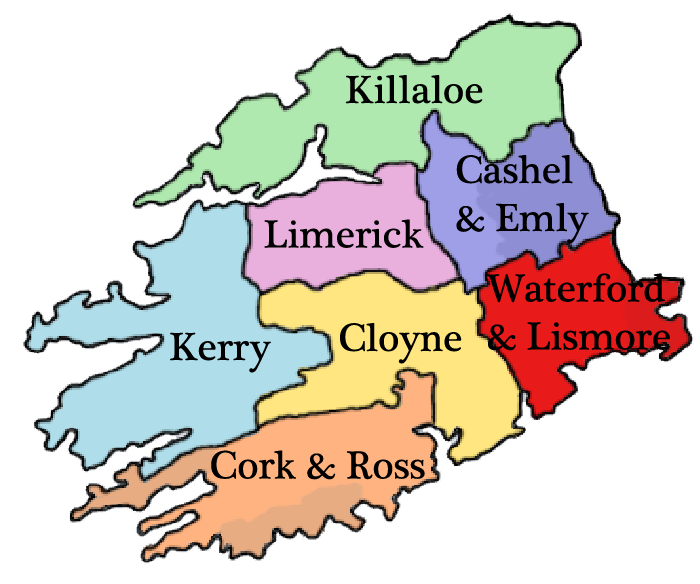
Le diocèse (en orange) au sein de la province ecclésiastique de Cashel et Emly.

## Historique
Il s'agit d'abord du diocèse de Cork qui tire son origine du monastère fondé au début du VIIe siècle par saint Finbarr dans les marais de l'estuaire du fleuve Lee, à l'endroit où se trouve aujourd'hui la ville de Cork. Le premier évêque attesté est Ua Menngoráin, mort en 1147. Le diocèse de Cork a été officiellement créé par le synode de Ráth Breasail en 1111, mais sa taille a été réduite par la création des diocèses de Cloyne et de Ross lors du synode de Kells, qui décide de le placer sous la tutelle de l'archevêché de Cashel en tant qu'évêché suffragant.
À la demande du roi Édouard II, le pape Jean XXII a émis une bulle pour l'union des diocèses de Cork et de Cloyne le 30 juillet 1326, avec effet à partir de la mort de l'un ou l'autre des évêques. L'union aurait dû prendre effet à la mort de Philippe de Slane en 1327, mais des évêques ont encore été nommés dans les deux diocèses. Ceux-ci ont finalement été unis par la nomination épiscopale de Jordan Purcell, chancelier de Limerick, élu le 14 juin 1429 et mort le 18 avril 1469, cela suite à leur appauvrissement dû au vol des biens ecclésiastiques par la noblesse. 
De 1693 à 1747, l'évêque de Cork et Cloyne fut également l'administrateur apostolique du diocèse de Ross.
À la suite d'un décret du pape Benoît XIV, le 10 décembre 1747, le diocèse de Cork est reconstitué en tant qu'entité autonome, tandis que le diocèse de Cloyne est uni à celui de Ross.
L'actuel diocèse de Cork et Ross a été formé par une union ex aequo principaliter des diocèses de Cork et Ross le 19 avril 1958.

## Évêques
- Cornelius Lucey, d'abord évêque de Cork (1952–1980)
- Michael Murphy (1980–1996)
- John Buckley (1997–2019)
- Fintan Gavin (en) (depuis le 8 avril 2019– )

## Sources
- (en) T.W Moody, F.X. Martin, F.J. Byrne A New History of Ireland IX Maps, Genealogies, Lists. A companion to Irish History part II . Oxford University Press réédition 2011  (ISBN 9780199593064).

- (en) Cet article est partiellement ou en totalité issu de l’article de Wikipédia en anglais intitulé « Roman Catholic Diocese of Cork and Ross » (voir la liste des auteurs).